# Velázquez
Velázquez, außerhalb des spanischen Sprachraums vereinzelt auch Velazquez, ist ein spanischer Familienname.

## Namensträger
- Alberto Velázquez (* 1934), uruguayischer Radrennfahrer
- Antonio González Velázquez (1723–1793), spanischer Maler
- Antonio Palenzuela Velázquez (1919–2003), spanischer Geistlicher, Bischof von Segovia
- Athuel Velázquez, uruguayischer Fußballtrainer
- Consuelo Velázquez (1916–2005), mexikanische Komponistin
- David „Big Sleeps“ Velazquez, Tattoo-Artist
- Diego Velázquez (Diego Rodríguez de Silva y Velázquez, 1599–1660), spanischer Maler
- Diego Velazquez (Schauspieler) (* 2001), US-amerikanischer Schauspieler
- Diego Velázquez de Cuéllar (1465–1524), spanischer Eroberer, Gouverneur von Kuba
- Emiliano Velázquez (* 1994), uruguayischer Fußballspieler
- Eugenio Lucas Velázquez (1817–1870), spanischer Maler
- Federico Velázquez (* 1986), uruguayischer Fußballspieler
- Fernando Velázquez (* 1976), spanischer Komponist
- Freddie Velázquez (1937–2019), dominikanischer Baseballspieler
- Guadalupe Velázquez (1923–1959), mexikanischer Fußballspieler
- Héctor Velázquez (Baseballspieler) (* 1988), mexikanischer Baseballspieler
- Héctor Velázquez Moreno (1922–2006), mexikanischer Architekt
- Ignacio Velázquez (* 1994), Fußballspieler
- Jamila Velazquez (* 1995), US-amerikanische Filmschauspielerin und Sängerin
- Jesús Humberto Velázquez Garay (1940–2013), mexikanischer Geistlicher, Bischof von Celaya
- Jonathan Velázquez (* 1995), uruguayischer Fußballspieler
- José Manuel Velázquez (* 1990), venezolanischer Fußballspieler
- José Velázquez Jiménez (* 1951), spanischer Sänger, siehe José Vélez
- Juan Velázquez de León († 1520), spanischer Soldat und Abenteurer
- Julio Velázquez (* 1981), spanischer Fußballtrainer
- Leandro Velázquez (* 1989), argentinischer Fußballspieler
- Leonardo Velázquez (1935–2004), mexikanischer Komponist und Dirigent
- Luis José Velázquez de Velasco (1722–1772), spanischer Historiker, Altertumswissenschaftler, Romanist und Hispanist
- Manuel Velázquez (1943–2016), spanischer Fußballspieler
- Mariano Velázquez de la Cadena (1778–1860), US-amerikanischer Romanist und Hispanist mexikanischer Herkunft
- Matías Velázquez (* 1992), uruguayischer Fußballspieler
- Miguel Velázquez (* 1944), spanischer Boxer im Halbweltergewicht
- Miguel Ángel Velázquez († 1950), mexikanischer Fußballspieler
- Miguel Patiño Velázquez (1938–2019), mexikanischer Ordensgeistlicher und römisch-katholischer Bischof von Apatzingán
- Nadine Velazquez (* 1978), US-amerikanische Schauspielerin
- Nydia Velázquez (* 1953), US-amerikanische Politikerin
- Pablo Velázquez (* 1987), paraguayischer Fußballspieler
- Pedro Velázquez (* 1948), mexikanischer Fußballspieler
- Pilar Velázquez (* 1946), spanische Schauspielerin
- Teresa Velázquez (1942–1998), mexikanische Schauspielerin
- Victor Gustavo Velazquez Ramos (* 1991), Fußballspieler aus Paraguay beim mexikanischen Verein FC Juárez unter Vertrag
- Zacarías González Velázquez (1763–1834), spanischer Maler